# Vaixá
Vaixá ou Baneanes (em híndi: वैश्य, transl. Vaiśya) é uma casta indiana que tem como missão essencial de administrar os bens materiais sob todas as suas formas. Os vaixás assumiram o comércio interno e externo da Índia. Foi graças a eles que os têxteis, as pedras preciosas e outros produtos ou gêneros alimentícios abasteceram os mercados estrangeiros. Essa classe social, a mais importante da nação, corresponde à burguesia. A agricultura, a criação de gado e a indústria representam as suas principais atividades. São os únicos que podem praticar a usura, emprestando dinheiro a taxas que são melhores quanto mais alta a casta. Um brâmane paga 15% de juros enquanto um servo paga mais de 40%. Alguns tornam-se riquíssimos industriais e dominam a indústria pesada da Índia.